# Скорицкое сельское поселение
Скорицкое сельское поселение — муниципальное образование в Репьёвском районе Воронежской области.
Административный центр — село Усть-Муравлянка.

## История
Включает в себя сёла — Скорицкое, Фабрицкое, Усть-Муравлянка (основанные в XVII-XVIII веках), а также хутора: Заречье, Прудовый, Ульяновка (основанные в начале XX века).

## Административное деление
В состав поселения входят 6 населённых пунктов:
- село Усть-Муравлянка;
- хутор Заречье;
- хутор Прудовый;
- село Скорицкое;
- хутор Ульяновка;
- село Фабрицкое.

## Население
| 2010 | 2012 | 2013 | 2014 | 2015 | 2016 | 2017 |
| ---- | ---- | ---- | ---- | ---- | ---- | ---- |
| 934  | ↘918 | ↘915 | ↗918 | ↗922 | ↘907 | →907 |
| 2018 |      |      |      |      |      |      |
| →907 |      |      |      |      |      |      |